# 下大堀
下大堀，是臺灣桃園市觀音區的一個傳統地域名稱，位於該區中部偏東南。相較於今日行政區，其範圍大致包括大堀里、大同里、藍埔里東側凸出部分的下草湖以北地區。

## 歷史
台灣清治末期至日治初期，下大堀地區為一街庄，稱為「下大堀庄」，隸屬於竹北二堡。該庄東北與新坡庄為鄰，東南與崙坪庄、上大堀庄為鄰，西邊為北勢庄、下青埔庄、坡藔庄。
1901年（日治明治三十四年）11月，全台廢縣廳改設二十廳，該庄隸屬於桃仔園廳。1903年（明治三十六年），改名桃園廳。1909年（明治四十二年）10月，合併二十廳為十二廳，該庄隸屬不變。1920年（大正九年），廢十二廳改設五州二廳，該庄改制為「下大堀」大字，隸屬於新竹州中壢郡觀音庄。
戰後觀音庄改制為觀音鄉，隸屬於新竹縣，大字亦改制為村。1950年桃、竹、苗分治，觀音鄉改隸屬於桃園縣。2014年12月，桃園縣升格為直轄桃園市，觀音鄉改制為觀音區，村亦改制為里。

## 聚落
本地區發展較早的聚落有下大堀、後庄仔、江厝等，在日治期初期的官方地圖上已有記載。此外，本地區尚有下草湖、草湖、頂大同、大同等聚落。

## 交通
市道112號（中山路二段、環中路、中山路二段）是觀音至大溪崎頂的道路，大致以西北—東南走向經過下大堀地區東北部邊界地帶。由該道路向西北可前往坡寮、觀音、潭尾並止於省道台15線路口，向東南可前往中壢、八德、大溪崎頂並止於省道台3線路口。
區道桃97線（大湖路二段）是坡寮至富源的道路，也是本地區西側近邊界地帶的主要道路，其北側端點位於
本地區北部邊界靠近坡寮的市道112號路口。由此向南南東蜿蜒而行，出邊界後可前往上大堀、卓厝後，轉向西南前往富源並止於市道114號路口。
區道桃83線（大福路）是山子頂至富源的道路，其東北側端點位於本地區東南部山子頂聚落的區道桃35-1線路口。由此向西南出境後可前往頂大同西北側，轉向西北與市道112號共線一段路後，再轉向西南可前往下草湖、苦練腳、富源並止於市道114號路口。
區道桃84線（新華路二段）是觀音新坡至大嶺頂的道路，其東北側端點位於本地區東北部新坡聚落的中山路二段（舊市道112號）路口。由此向西南出境後可前往藍埔、大嶺頂並止於市道115號路口。